# Centre national d'éducation sexuelle
Le Centre national d'éducation sexuelle (espagnol : Centro Nacional de Educación Sexual, en abrégé SENESEX), est un organisme de l'État cubain créé en 1989 afin de développer les connaissances et la formation de la population sur la sexualité, ses enjeux et ses dysfonctionnements, ainsi que soutenir les personnes LGBT.

## Histoire
En 1972, est fondé le Groupe national de travail de l'éducation sexuelle (espagnol : Grupo Nacional de Trabajo de Educación Sexual), par l'est-allemande Monika Krause-Fuchs.
À partir de 1977, le Groupe national de travail de l'éducation sexuelle est également chargé des tâches de formation des thérapeutes et éducateurs sexuels, en portant une attention spéciale aux personnes transgenres et en prodiguant des conseils et thérapies pour les dysfonctionnements sexuels. En 1989, est fondé le Centre national de l'éducation sexuelle, qui succède au Groupe, intensifiant le travail de recherche et de formation professionnelle qualifiée dans le domaine de la sexualité,.